# Танковое переговорное устройство
Это статья о танковом переговорном устройстве. Для других значений см. ТПУ
Танковое переговорное устройство (ТПУ) — система внутренней связи танка, предназначенная для передачи речевых сообщений между членами экипажа и коммутации любого из них на внешнюю связь, а также на связь с командиром возможного пехотного десанта на танке.

## Германия
Для внутренней связи все танки Тигр II оснащались стандартным переговорным устройством на 5 абонентов.

## СССР
В СССР на ранних образцах танков использовались световая сигнализация, переговорные трубы, самолётные переговорные устройства или итальянские приборы типа «сафар». В 1934 году, с принятием на вооружение танковой радиостанции 71-ТК-1 было создано и танковое переговорное устройство телефонной связи, с оптическим вызовом. Танковые переговорные устройства, которыми оснащались все ради́йные танки, выпускались в нескольких вариантах: ТПУ-2, ТПУ-3 и ТПУ-4 — по числу абонентов; модификации с буквой «Р» в названии имели в составе аппарат радиста, предназначенный для совместной работы с одной из танковых радиостанций. На среднем танке Т-28 с экипажем из шести человек применялось танковое переговорное устройство ТПУ-6 на всех членов экипажа, а на тяжёлом танке Т-35 с экипажем из одиннадцати человек использовалось специальное переговорное устройство СПУ-7р на семь абонентов. В дальнейшем были разработаны усовершенствованные танковые переговорные устройства, применявшиеся в годы Второй мировой войны: ТПУ-3-Бис и ТПУ-3-Бис-Ф для средних и ТПУ-4-Бис и ТПУ-4-Бис-Ф — для тяжёлых танков. В состав устройств этого типа входили усилитель ТПУ, три или четыре абонентских аппарата и шлемофона с ларингофонами типа ЛТ-2 и телефонами ТТ. В первые послевоенные годы использовалась также модификация ТПУ-4-Бис-Ф-26.
Опыт эксплуатации танковых переговорных устройств первого поколения показал, что при увеличении внутренних шумов в танках приём передаваемой речи ТПУ мог затрудняться настолько, что командиру приходилось дублировать команды условными сигналами, замедляя их передачу. Для исследования возможностей повышения эффективности ТПУ, в 1944—1945 годах были проведены исследования, показавшие необходимость обеспечения передачи через ТПУ возможно большего диапазона частот с возможно большей равномерностью громкости передачи, снижения уровня шумов и устранения дефекта непрохождения слабых звуков. Разработка новых элементов ТПУ осуществлялась с учётом максимальной унификации с устройствами предыдущего поколения и завершилась созданием первых образцов ТПУ нового поколения в 1947 году. В том же году ТПУ было принято на вооружение под обозначением ТПУ-47 и обеспечило значительное повышение качества внутренней связи бронетехники. Серийное производство ТПУ было начато в 1948 году. Параллельно была усовершенствована конструкция танкового шлемофона, в котором был применён танковый подшлемник, однако после испытаний от последнего было решено отказаться.
С разработкой новых танковых радиостанций в дальнейшем одновременно создавались новые танковые переговорные устройства, устанавливавшиеся в комплекте с ними. Вместе с радиостанцией Р-113 с 1954 года начало устанавливаться ТПУ Р-120, обеспечивающее связь между членами экипажа и выход части из них на внешнюю связь через радиостанцию, а также обеспечивающее связь с находящимся снаружи танка абонентом, чаще всего — командиром танкового десанта. В конструкции Р-120 также были введены танковые шлемофоны с электромагнитными ларингофонами. Вместе с радиостанцией Р-123 в 1960 году было принято на вооружение и начало серийно выпускаться с 1961 года ТПУ Р-124, выполненное на полуприводниковых приборах с повышенной механической и радиационной стойкостью. По числу возможных абонентов Р-124 аналогично Р-120 и обеспечивает надёжную связь при уровне акустических шумов до 120 дБ.
На советских колёсных бронетранспортёрах БТР-40, БТР-152 и БТР-60П, а также на разведывательных машинах БРДМ-1 и БРДМ-2, несмотря на оборудование стандартными танковыми радиостанциями для внешней связи, специальные средства внутренней связи отсутствовали. Танковыми переговорными устройствами, соответствующими типу применяемой танковой радиостанции, оборудовались лишь гусеничные бронетранспортёры БТР-50, а также поздние колёсные транспортёры: БТР-60ПБ и БТР-70 с радиостанцией Р-123 или Р-123М оснащены ТПУ Р-124 на трёх абонентов — командира, водителя и башенного стрелка, а БТР-80 с радиостанцией Р-173 имеют ТПУ Р-174 на пятерых членов экипажа — командира, механика-водителя, башенного стрелка и двух мотострелков-пулемётчиков. Р-174

## США
Ранние типы танков США, даже оснащённые радиостанциями, не оборудовались танковыми переговорными устройствами. Лишь с 1940 года танки новой модификации M2A4 и последующие начали оснащаться телефонными ТПУ RC61 на всех четверых членов экипажа. Средние танки, начиная с M3 и более поздние лёгкие танки, начиная с M3A1 в 1942 году, оснащённые более поздними типами радиостанций, оснащались интегрированными с радиостанцией переговорными устройствами. Часть машин позднего периода Второй мировой войны, прежде всего САУ и лёгкий танк M22, оборудовались ТПУ RC99, рассчитанными на число абонентов от трёх до пяти, причём на ряде типов САУ переговорные устройства имели не все члены экипажа. Все полугусеничные бронемашины, а также часть САУ открытого типа, относившихся к классу самоходных гаубиц, специальными средствами внутренней связи не оснащались вовсе
AN/VIC-1 - система внутреннего общения, рассчитанная на количество абонентов от 2 до 5. 
AN/VIC-2 

## Франция
Среди серийных французских танков межвоенного периода телефонными переговорными устройствами в полном объёме оборудовались танки B1, среди более простых и дешёвых S 35 ТПУ оборудовалась лишь часть танков, тогда как остальные, а также все массовые лёгкие танки R35, оснащались лишь переговорными трубами

## Япония
Ранние японские танки либо оснащались простейшим оборудованием, таким как переговорные трубы, либо вовсе не имели специализированных средств внутренней связи — на плотно скомпонованных малых и лёгких танках командир находился столь близко к механику-водителю, что мог подавать последнему сигналы касаниями. Часть танков вместо переговорной трубы оборудовалась более сложными светосигнальными или звукосигнальными системами, позволявшими командиру передавать механику-водителю простейшие команды. Лишь с 1943 года, когда часть линейных японских танков начала оснащаться радиостанциями, оборудованные ими машины начали комплектоваться и телефонными танковыми переговорными устройствами.